# Adan Canto
Adan Canto (Ciudad Acuña, 5 dicembre 1981 – Los Angeles, 8 gennaio 2024) è stato un attore messicano.

## Biografia
Nato a Ciudad Acuña, nello stato di Coahuila, fin da bambino si appassionò alla musica studiando pianoforte e chitarra. Crebbe bilingue, parlando spagnolo in casa e inglese a scuola. All'età di sedici anni iniziò a scrivere e comporre canzoni pop rock, ispirandosi ad artisti come Bon Jovi, Bryan Adams, Damien Rice.
Dopo che il progetto di un suo album di debutto non andò in porto, Canto decise di concentrarsi sulla recitazione. Nel 2009 recitò nel thriller messicano Sin memoria e nella commedia Te presento a Laura.
Successivamente si trasferì negli Stati Uniti, e nel 2013 interpretò il ruolo di Paul Torres nella prima stagione della serie televisiva The Following. Nello stesso anno ottenne la parte di Sunspot nel film X-Men - Giorni di un futuro passato di Bryan Singer.
Dal 2016 al 2019 interpretò il ruolo di Aaron Shore nella serie televisiva Designated Survivor.
Canto morì a Los Angeles l'8 gennaio 2024 all'età di 42 anni, a causa di un cancro dell'appendice.

## Filmografia parziale

### Cinema
- Sin memoria, regia di Sebastián Borensztein (2010)
- Te presento a Laura, regia di Fez Noriega (2010)
- Amar no es querer, regia di Guillermo Barba (2011)
- Casi trienta, regia di Alejandro Sugich (2012)
- X-Men - Giorni di un futuro passato (X-Men: Days of Future Past), regia di Bryan Singer (2014)
- Amanda & Jack Go Glamping, regia di Brandon Dickerson (2017)
- Bruised - Lottare per vivere (Bruised), regia di Halle Berry (2020)
- 2 Hearts - Intreccio di destini, regia di Lance Hool (2020)
- Agent Game, regia di Grant S. Johnson (2022)

### Televisione
- The Following – serie TV, 8 episodi (2013)
- Mixology – serie TV, 13 episodi (2014)
- Narcos – serie TV, 1 episodio (2015)
- Blood & Oil – serie TV, 10 episodi (2015)
- Second Chance – serie TV, 5 episodi (2016)
- The Catch – serie TV, 1 episodio (2016)
- Designated Survivor – serie TV, 53 episodi (2016-2019)
- The Cleaning Lady – serie TV (2022)

## Doppiatori italiani
Nelle versioni in italiano dei suoi lavori, Adan Canto è stato doppiato da:
- Gianfranco Miranda in The Following, The Catch
- Stefano Crescentini in Agent Game, The Cleaning Lady
- Marco Vivio in Designated Survivor
- Andrea Mete in Campus
- Francesco Pezzulli in Bruised - Lottare per vivere